# Yuri Petrovitch Ofman
Yuri Petrovitch Ofman (em russo:  Ю́рий Петро́вич Офман) é um matemático russo que trabalha com a teoria da complexidade computacional.
Ele obteve seu doutorado pela Universidade Estatal de Moscou, tendo Andrei Kolmogorov como orientador. É co-autor com A.A. Karatsuba de um dos artigos mais importantes na teoria da complexidade computacional. O artigo mostra ser possível multiplicar dois números de n dígitos por um algoritmo que utiliza menos de {\displaystyle O(n^{2})} operações elementares.
Ofman também realizou um trabalho importante no início do desenvolvimento de algoritmos paralelos para somas de prefixo; e sua aplicação no projeto de circuitos booleanos para adição.